# Vilsted Sogn
Vilsted Sogn er et sogn i Vesthimmerlands Provsti (Viborg Stift).
I 1800-tallet var Vindblæs Sogn anneks til Vilsted Sogn. Begge sogne hørte til Slet Herred i Aalborg Amt. Vilsted-Vindblæs sognekommune blev ved kommunalreformen i 1970 indlemmet i Løgstør Kommune, der ved strukturreformen i 2007 indgik i Vesthimmerlands Kommune. 
I Vilsted Sogn findes Vilsted Kirke.
I sognet findes følgende autoriserede stednavne:
- Frøsang (bebyggelse)
- Gårdstedgård (bebyggelse)
- Haldrup Gårde (bebyggelse, ejerlav)
- Mellem Strett (bebyggelse, ejerlav)
- Ny Gårdsted (bebyggelse)
- Ny Holkasminde (bebyggelse)
- Røgilhuse (bebyggelse)
- Solbakken (bebyggelse)
- Troldbjerg Gårde (bebyggelse)
- Vester Strett (bebyggelse, ejerlav)
- Vilsted (bebyggelse, ejerlav)
- Vilsted Sø (areal, ejerlav)